# Hieronymus Hopfer

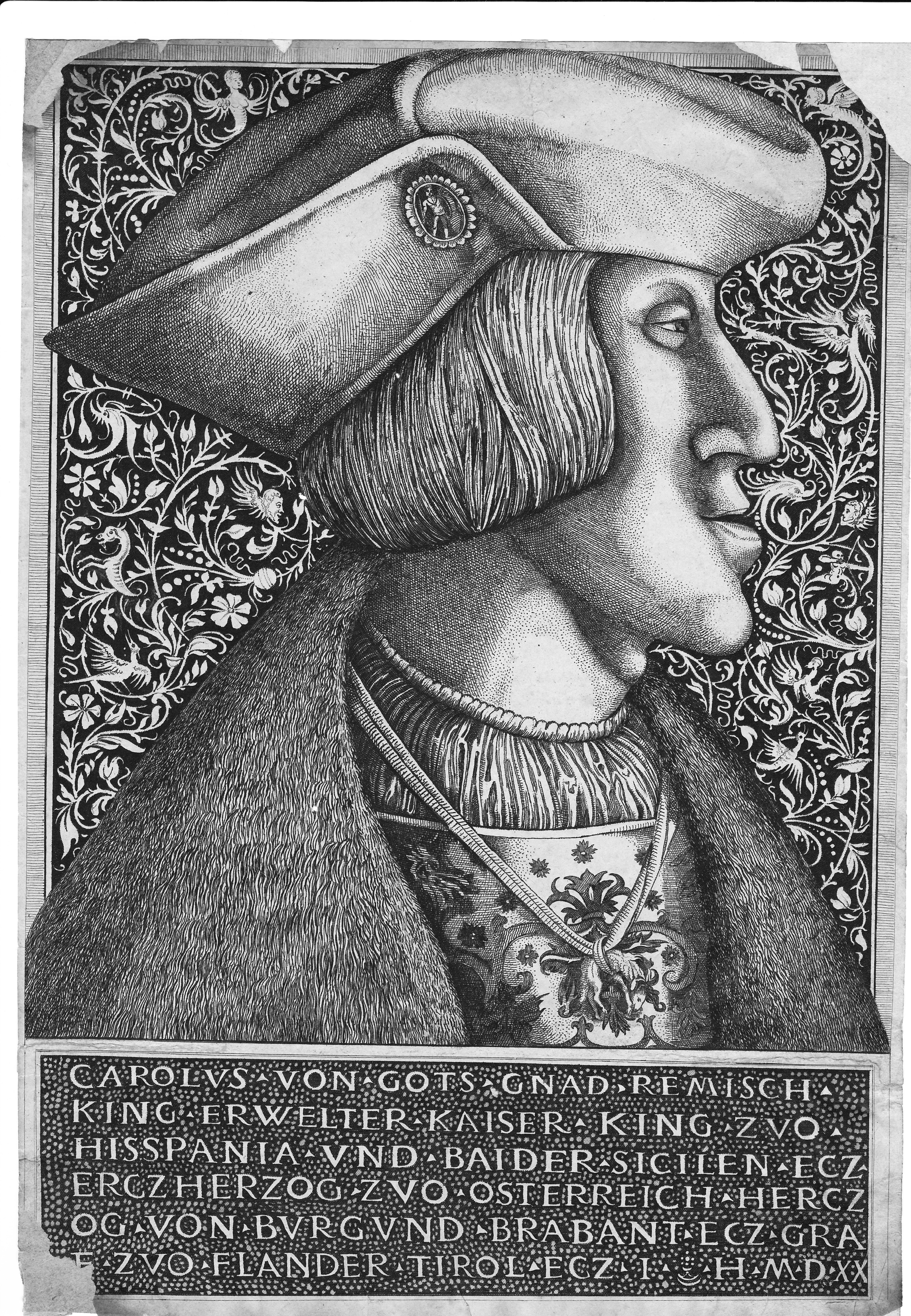
Karl V., Eisenradierung von Hieronymus Hopfer, 1520

Hieronymus Hopfer (* um 1500 in Augsburg; † nach 1550 in Nürnberg) war ein deutscher Radierer und Waffenätzer.
Er wurde um 1500 als zweiter Sohn des im gleichen Gewerbe in Augsburg tätigen Daniel Hopfer geboren. Nur wenige biographische Daten sind bekannt, 1529 gestattete ihm der Augsburger Rat, für ein Jahr nach Nürnberg zu gehen, 1531 gab Hopfer sein angestammtes Bürgerrecht ganz auf und nach 1550 ist er in Nürnberg gestorben.
Bei den von ihm bekanntgewordenen Werken handelt es sich überwiegend um Kopien nach Holzschnitten und Kupferstichen deutscher (Dürer, Cranach) und italienischer (Barberi, Campagnola, Mantegna) Künstler, sowie um Radierungen nach Medaillen und Reliefs.
Die geätzte Eisenradierung mit dem Brustbild Kaiser Karls V. zeigt mit ihrem Ornamenthintergrund sehr schön die technischen und künstlerischen Wurzeln seines Schaffens: die in der Renaissance beliebten geätzten, flächenfüllenden Verzierunge auf Prunkharnischen und anderen Luxuswaffen.